# Ribonucléase III
Ne doit pas être confondu avec ribonucléase 3.
Les ribonucléases III ou RNases III sont des endonucléases qui interviennent spécifiquement pour lier et cliver les chaînes d'ARN bicaténaires (dsRNA). On les divise en trois classes: 1, 2 et 3. 
- La classe 1 se trouve surtout dans les bactéries, les bactériophages et certains champignons. Parmi les ribonucléases de cette classe, on peut citer le rnc d’Escherichia coli,  le Pac1p de Schizosaccharomyces pombe et le Rnt1p de Saccharomyces cerevisiae. Elles interviennent chez les précurseurs de l'ARN ribosomique et, dans le cas des champignons, des processus de précurseurs pour les snRNA et les snoRNA.
- La classe 2 comprend la famille Drosha (en) d'enzymes intervenant dans la maturation des précurseurs de l'ARNr.
- La classe 3 comprend la famille Dicer d'enzymes appelées à intervenir sur l'ARN interférent (ARNi).